# قربان‌علی تاری
قربان‌علی تاری (زاده ۱۳۰۴ - تهران ۰ درگذشته ۱۸ مرداد ۱۳۹۷ - تهران) از نخستین دروازه‌بان‌های تیم ملی فوتبال ایران بود. وی سابقه ۱ بازی ملی در کارنامه دارد و در نخستین دوره بازی‌های آسیایی به همراه تیم ملی به مدال نقره رسیده‌است. وی علاوه بر دروازه‌بانی، نخستین گزارشگر ورزشی در رادیو، و مفسر ورزشی تلویزیون نیز بود.
تاری که سابقه بازی در تیم‌های شاهین، دارایی و تاج را دارد، به گفته خودش یک سال نیز در پرسپولیس بازی کرده‌است، به گزارش خبرگزاری ایرنا وی در چهار بازی در شهرآورد تهران به عنوان بازیکن تاج و یک بازی به عنوان بازیکن پرسپولیس به میدان رفته‌است.